# À la dérive (Buffy)
Pour les articles homonymes, voir À la dérive.
À la dérive est le 17e épisode de la saison 6 de la série télévisée Buffy contre les vampires.

## Résumé
Le Trio envoie contre Buffy un démon qui la blesse avec un appendice en forme d'aiguille. Le poison injecté lui donne des hallucinations. Elle alterne les moments de sa vie de Tueuse et des phases de plus en plus longues, où elle se retrouve internée dans un hôpital psychiatrique. Joyce Summers, sa mère, serait encore vivante, et toujours mariée à son père. Sa vie de tueuse ne serait qu'un délire schizophrène, dont elle ne pourrait se libérer qu'en tuant ses amis quand elle retourne dans sa vie prétendument fictive. De son côté, Willow identifie le démon qui est la cause de l'état de Buffy et charge Alex et Spike de le retrouver. Après l'avoir rendu inconscient, le duo ramène le démon chez les Summers et l'enchaîne dans la cave alors que Willow prépare un antidote grâce au liquide contenu dans son aiguille. 
Mais, quand l'antidote est prêt, Buffy, de plus en plus convaincue qu'elle est vraiment à l'hôpital psychiatrique, le jette au lieu de le boire. Elle entreprend alors de se débarrasser de ce qui la lie à sa vie fictive : ses amis. Elle capture successivement Willow, Alex et Dawn et les attache dans la cave avant de libérer le démon. Mais, quand elle se retrouve dans son autre réalité, Buffy prend conscience en parlant avec sa mère qu'elle doit croire en ses amis et elle les sauve à temps. La dernière scène de l'épisode montre le médecin de l'autre réalité examinant Buffy à l'hôpital psychiatrique et annonçant à ses parents qu'elle est définitivement partie.

## Production
Au stade de la saison où l'épisode se place, tout va mal dans la vie des personnages principaux et c'était pour les scénaristes le moment idéal pour introduire un concept qui remet tout l'univers des personnages en question, même si Diego Gutierrez, scénariste de l'épisode, trouve qu'il aurait également fait un très bon dernier épisode de la saison pour le cliffhanger que cela aurait apporté. Gutierrez rapporte aussi que Joss Whedon lui avait bien spécifié qu'il ne voulait pas que l'une des deux réalités de l'épisode paraisse plus crédible que l'autre, d'où la recherche d'équilibre qu'il y a entre les deux histoires, qui alternent et se renforcent mutuellement, jusqu'à pratiquement se mêler à la fin de l'épisode.
Rick Rosenthal, dont c'était les débuts sur la série en tant que réalisateur, a été bizuté à cette occasion par Sarah Michelle Gellar qui lui a fait initialement croire qu'elle n'accepterait pas d'instructions de sa part. Rosenthal a retrouvé par ailleurs sur le tournage le directeur de la photographie Ray Stella qui était son cadreur sur le film Halloween 2 (1981).